# Principado de Serbia
El Principado de Serbia (en serbio: Kneževina Srbija, escrito en alfabeto cirílico: Кнежевина Србија) fue un Estado que existió entre los años 1815 y 1882. Fue fundado después de la Segunda Insurrección Serbia en 1817 y existió hasta 1882, cuando fue proclamado el reino de Serbia.

## Antecedentes
El bajalato de Belgrado era a finales del siglo XVIII y principios del XIX un territorio limitado fundamentalmente por el río Drina al oeste, el Danubio y el Sava al norte, y los territorios búlgaros al este. Su principal actividad económica era la cría de ganado, sobre todo porcino, su exportación, actividad a la que se dedicaban los dos caudillos principales de los alzamientos serbios que llevaron al establecimiento del principado autónomo a comienzos del siglo XIX. Los cerdos se criaban libres en los grandes bosques de roble del territorio; la agricultura, secundaria frente a la ganadería, se practicaba en los claros forestales, y sus productos se dedicaban al consumo interno. La región era deficitaria en grano, que se importaba de las llanuras húngaras del norte. La sociedad se organizaba en clanes, denominados «zadruga», que componían algunas familias, normalmente emparentadas.
Al frente de la administración de la unidad administrativa estaba el bajá, representante del sultán otomano, que residía en Belgrado. Como territorio fronterizo que era, contaba con una serie de guarniciones de jenízaros. Unos novecientos cipayos, que normalmente residían en las poblaciones grandes, se repartían el grueso de las tierras en calidad de feudos, que explotaban pero no podía legar. Los campesinos tampoco poseían las tierras que trabajaban, pero las disfrutaban en usufructo, como arrendatarios. Los notables de los pueblos estaban encargados de la recaudación de los impuestos tanto para los cipayos como para el sultán, que no eran nada onerosos. La administración otomana era indirecta y la población serbia tenía escaso contacto con ella. El campo era totalmente serbio; los elementos foráneos (turcos, judíos y griegos), se concentraban en las ciudades. Los pueblos gozaban de amplia autonomía: elegían un señor (knez), al igual que cada distrito elegía otro superior (oborknez). Estos notables eran los intermediarios entre la Administración imperial y los cipayos y los campesinos. La región carecía de aristocracia, eliminada por los turcos. El desbaratamiento de este sistema administrativo a finales del siglo XVIII fue la causa principal de las rebeliones que originaron el surgimiento del principado autónomo serbio. En efecto, a finales del siglo XVIII y principios del siguiente, el debilitamiento de la autoridad del sultán permitió a un conjunto de notables musulmanes y proscritos imponerse como supuestos «protectores» de los campesinos, a los que sometieron a nuevos tributos (se mantuvieron los que pagaban a los cipayos), transformándose en la práctica en una especia de señores feudales paralelos al sistema administrativo tradicional.
En el siglo XVIII, los austriacos ocuparon durante unos treinta años (1718-1739 y 1788-1791) un territorio que coincidía aproximadamente con el sanjacado de Belgrado —llamado habitualmente Serbia—, al que otorgaron cierta autonomía en la gestión de los asuntos locales, que mantuvo el sultán otomano Selim III cuando recuperó el territorio, tanto para ganarse el favor de la población a sus reformas como para evitar nueva emigración serbia al vecino Imperio austriaco. Según lo pactado con los austriacos, Selim expulsó a los revoltosos jenízaros del sanjacado y perdonó a los que habían combatido en las filas austriacas. Las medidas del sultán permitieron que la última década del siglo fuese de paz, lo que contrastaba con la guerra casi incesante de las anteriores y con la inestabilidad de otras regiones otomanas balcánicas. La provincia gozaba de bastante autonomía, mantenía el comercio con los austriacos y se gobernaba casi como una confederación de pueblos. El sultán permitía a los serbios portar armas y recaudar impuestos. El territorio contaba por entonces con unos cuatrocientos mil habitantes, un 10 % de los cuales eran musulmanes, concentrados en las ciudades. Los jenízaros, sin embargo, buscaron el amparo del vecino pachá de Vidin, Pazvantoğlu, rebelde al gobierno del sultán. Desde la provincia vecina, corrían el territorio belgradense. Amenazados por los jenízaros entregados al pillaje y por el rebelde Osman Pazvantoğlu que señoreaba territorios vecinos y se había coligado con aquellos, los serbios y el sultán se aliaron para hacerles frente. El pachá permitió la formación de unidades militares serbias con jefes nativos para combatir a los rebeldes; la liga resultó temporalmente efectiva y en 1798 los rebeldes fueron vencidos.
La campaña napoleónica en Egipto y Siria, sin embargo, debilitó al Gobierno otomano y extendió la rebelión de jenízaros y bandas armadas por las provincias. La pacificación de la región, casi completada por entonces, con las sucesivas derrotas de los rebeldes por la colaboración de las fuerzas gubernamentales y las auxiliares formadas por la población cristiana para acabar con los abusos de los alzados, quedó desbaratada. El Gobierno otomano tuvo que pactar con los jenízaros y permitirles volver al territorio belgradense; teóricamente, debían respetar la autoridad del Gobierno regional, pero pronto infringieron esta condición y sumieron el territorio nuevamente en el caos. El Gobierno constantinopolitano, alarmado por la derrota de los musulmanes a manos de las milicias cristianas serbias, ordenó que el pachá volviese a admitir a los jenízaros en el territorio. Los rebeldes al gobierno constatinopolitano se apoderaron del sancajado de Belgrado en 1804, tras asesinar al pachá, que había enviado sus fuerzas contra Pazvantoğlu. Los jenízaros sometieron el sanjacado al saqueo, que afectó tanto a los serbios como a los cipayos; estos se rebelaron, pero fueron vencidos. Los notables serbios solicitaron entonces el socorro del sultán, que amenazó a los jenízaros con enviar contra ellos un ejército no musulmán. Para impedirlo, aquellos decidieron asesinar a los notables serbios; pretendían así desbaratar la formación de las milicias que habían combatido tan eficazmente contra ellos y Pazvantoğlu. El asesinato de setenta notables desató la rebelión de la provincia, aterrorizada por los desmanes de los jenízaros.

## La primera rebelión serbia (1804-1813)
La rebelión serbia, acaudillada esencialmente por proscritos que encuadraron a los campesinos, en realidad fue una lucha entre los jenízaros rebeldes a la autoridad del sultán, que empleaban también tropas serbias, y los notables insurrectos, que contaron también con la colaboración de los terratenientes cipayos. El primer grupo de rebeldes en alzarse contra los jenízaros que se habían adueñado de la provincia fue el de Karađorđe Petrović, un comerciante de ganado y notable de la región de Šumadija, en febrero de 1804. Surgieron varios núcleos de fuerzas serbias contra los jenízaros, que en febrero de 1804 aceptaron a Petrović como jefe. Las disputas internas entre los caudillos rebeldes, sin embargo, fueron continuas; cada uno trataba de mantener su poder, normalmente basado en una comarca o población.
A finales de ese año, los jefes serbios lograron expulsar a los jenízaros del bajalato, pero, en los combates, acabaron además con la estructura administrativa, fiscal y militar otomana en el territorio. La debilidad del Gobierno le impidió sofocar las revueltas en la provincia y, al no poder emplear otras tropas que los brutales irregulares bosnios, transformó el alzamiento contra los jenízaros, que, en principio, buscaba la restauración del régimen reformista del sultán, en una guerra de independencia.

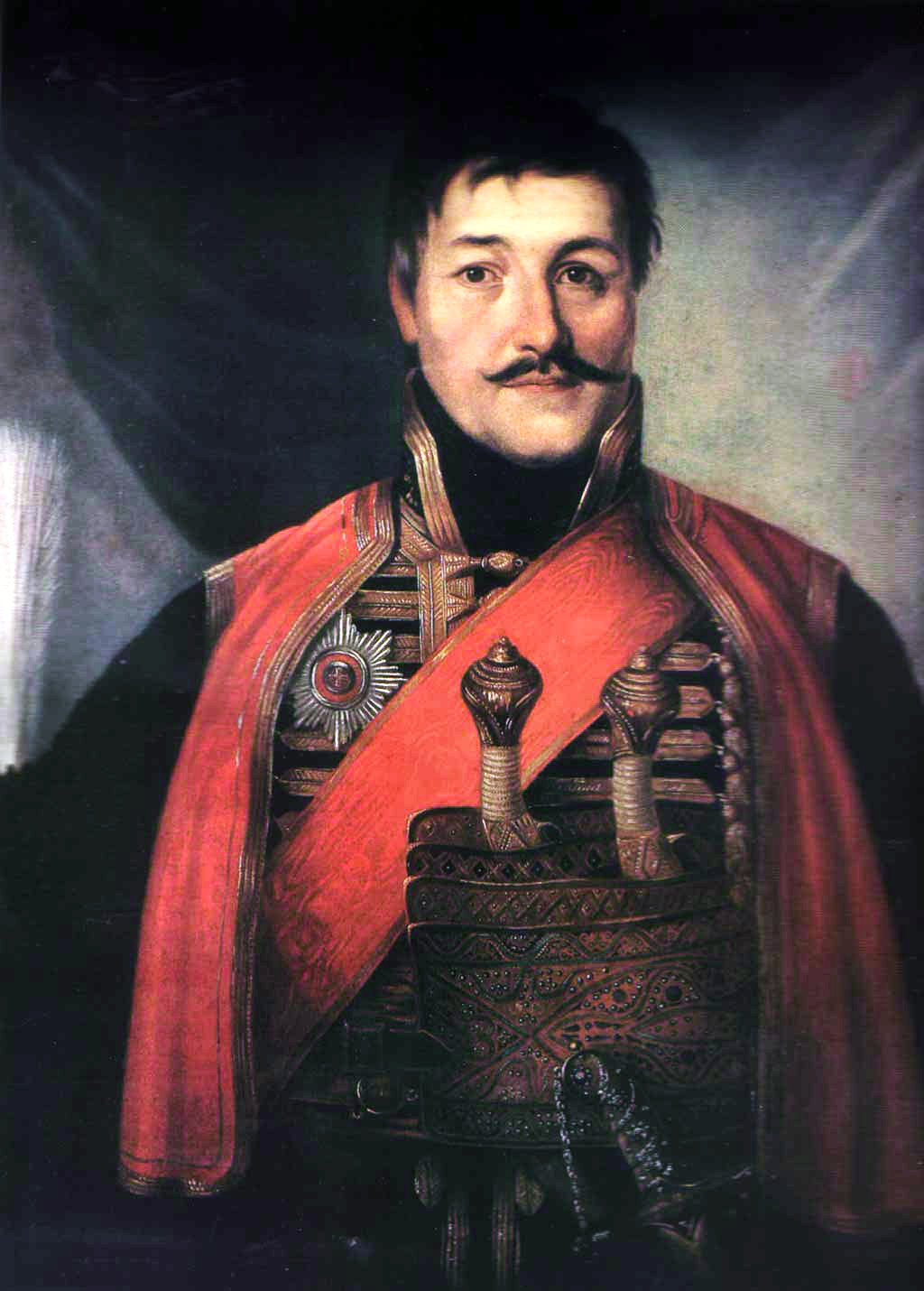
Karađorđe Petrović, el caudillo de la primera y fallida primera insurrección serbia.

Los rebeldes buscaron la ayuda de las potencias europeas; Rusia convenció a Petrović para que rechazase los intentos otomanos de conciliación pero, cuando Napoleón la invadió en 1812, se apresuró a pactar con los otomanos. Rusia se había conformado con que Constantinopla restaurase la autonomía del sanjacado; Petrović rechazó el tratado, en cuya redacción no había participado, y el Gobierno del sultán se aprestó para aplastar la rebelión, pese a las promesas hechas a los rusos. El rechazo a la vuelta del gobierno otomano llevó a los rebeldes a emprender la expulsión de la población musulmana de la región, lo que no sirvió para impedirlo; la milicia que defendía el territorio insurrecto fue vencida en el verano de 1813. Entre agosto y octubre, los otomanos recobraron el territorio. Parte de los rebeldes huyó al extranjero, tanto a Austria como a Rusia. Las represalias de las tropas otomanas, fundamentalmente albanesas y bosnias, fueron brutales: se quemaron aldeas, hubo matanzas, empalamientos y toma de esclavos. A la pérdida de población se sumó el hundimiento de la economía, con el desbaratamiento del comercio con Austria. El Gobierno otomano infringió el tratado con Rusia e impuso el control directo de la provincia, a la que regresó la población musulmana, que también se vengó de los desmanes sufridos durante la fallida rebelión.

## La segunda rebelión serbia (1815)
En abril de 1815, estalló una segunda rebelión, encabezada esta vez por Miloš Obrenović, uno de los jefes de la primera. De nuevo, los rebeldes no combatían en principio contra el sultán, sino contra los abusos que cometían los que ostentaban el poder en la provincia. En principio y hasta que Rusia intervino el 30 de septiembre, los otomanos enviaron dos ejércitos, uno desde Bulgaria y otro desde Bosnia a los límites del territorio rebelde. Tanto los alzados como el Gobierno imperial se mostraron pronto dispuestos a negociar y las conversaciones entre las dos partes comenzaron en noviembre. Merced a los acuerdos alcanzados en 1815 y 1816, la provincia recuperó su autonomía y Obrenović quedó como representante del territorio ante el sultán, con el título —no hereditario— de príncipe. Rusia asumió el papel de protectora del territorio, si bien Francia, el Reino Unido y, en especial por su vecindad, el Imperio austriaco, también gozaron de influencia. El territorio controlado por Obrenović, que coincidía con el del bajalato, ocupaba 24 440 km². Por entonces, el territorio dominado por los rebeldes, muy boscoso, contaba con unas nueve ciudades principales, tres menores, siete pequeñas y unos mil cuatrocientos pueblos y aldeas, inmersos en el denso bosque. La capital se fijó en Kragujevac.
En octubre de 1826, Rusia logró el reconocimiento explícito de la autonomía serbia en la Convención de Akkerman. Para el Gobierno otomano, la firma de la convención fue una mera treta para ganar tiempo, pues no tenía intención de aplicarla. La falta de cumplimiento hizo que Rusia le declarase la guerra en abril de 1828; el conflicto concluyó con el Tratado de Adrianópolis de septiembre de 1829.
La guerra de independencia de Grecia y la posterior guerra ruso-turca de 1828-1829 alargaron las negociaciones serbo-otomanas, que se centraron en el mantenimiento de la autonomía de la región. La derrota otomana en ambas contiendas hizo que el sultán finalmente concediese una autonomía legal al territorio en 1830. Los insurrectos griegos trataron de que los serbios participasen en un levantamiento general cristiano en los Balcanes contra los otomanos, pero Obrenović lo consideró una temeridad y rehusó participar. Petrović, que regresó a Serbia en julio de 1817 para hacerlo, fue asesinado por orden de Obrenović. El homicidio originó la enemistad entre las dos familias, que formaron las dinastías rivales que se disputaron el trono hasta 1903. Ese mismo año, una asamblea formada por sus partidarios le hizo príncipe hereditario de Serbia, pero el Gobierno otomano no lo reconoció como tal hasta 1830.

## Principado autónomo otomano

### Gobierno autocrático de Miloš Obrenović (1815-1839)
Durante el gobierno de Obrenović, la recuperación del comercio del cerdo con Austria aumentó los fondos de este, que los empleó para conservar el favor de los cabecillas locales, enriquecerse y obtener concesiones de los otomanos, mediante sobornos. El príncipe se dedicó a dominar los puestos administrativos, incluyendo los locales, mediante el nombramiento de los alcaldes y a aplastar sin miramientos cualquier conspiración en su contra. La Administración que se creó fue de tipo central: la autonomía municipal menguó y el nombramiento de los principales cargos de los pueblos quedó en manos del Gobierno principesco. Por fin en 1830 y como consecuencia del Tratado de Adrianópolis, se fijó la situación del territorio como principado autónomo del imperio; las fronteras exactas del nuevo principado se fijaron en 1833: coincidieron con la zona que Petrović había dominado durante la primera insurrección y permanecieron inmutables hasta 1878. Obrenović había ocupado los territorios en disputa —seis nahias— dos años antes, justificando su acción por la necesidad de restablecer el orden en ellos ante la amenaza de la extensión de la revuelta en la que entonces estaba sumida la vecina Bosnia. La presencia otomana se limitaba a la existencia de algunas guarniciones, ciertas concesiones económicas y la soberanía, más teórica que práctica, del sultán, al que el principado debía un tributo anual. Las dos partes habían pactado incluso la marcha de la población musulmana, por entonces reducida a quince mil personas. Esta tenía prohibido residir en el campo y, por lo tanto, se concentraba en los escasos núcleos urbanos.
Obrenović quedó como príncipe de un territorio que abarcaba 38 000 km² y contaba con una población de unos 700 000 habitantes. En 95 % de esta era campesina. El título era hereditario tras el acuerdo de 1830 con la Sublime Puerta. Fundamentalmente, el Gobierno otomano reconoció una situación ya existente, que la asamblea serbia, formada por delegados escogidos por el príncipe, ya había refrendado en 1817 y 1826. El acuerdo de noviembre de 1833 con el sultán, enfrascado en la revuelta egipcia, otorgó a Serbia seis distritos más que estaban en disputa.
El aumento del comercio con Austria y del precio del cerdo en esta favoreció la mejora de la economía serbia, aún primitiva y con malas comunicaciones con el exterior. Por entonces Serbia era un territorio atrasado y de aspecto fronterizo, con malos caminos, viviendas toscas y escasas escuelas. Apenas había dos carreteras que permitiesen el viaje en carruaje.
Para 1830, los notables serbios dominaban el territorio y habían reducido la influencia otomana: recaudaban los impuestos, gestionaban los asuntos religiosos y controlaban la Administración Pública. Expropiaron además las tierras en manos de los otomanos, que se comprometieron a compensar por ello a los antiguos propietarios usando para ello parte del tributo que el principado pagaba a Constantinopla. Los acuerdos de 1830 y 1833 resolvieron el problema de la autonomía y el del trazado de fronteras del principado; el siguiente asunto que dominó la política serbia fue el de la distribución del poder entre el príncipe y los notables.
La principal tarea de Obrenović fue la de implantar un gobierno para el territorio y organizar su administración. Tenía pendiente definir la relación entre el Gobierno del territorio y las autoridades locales, la política exterior, y las medidas sociales y económicas del territorio autónomo. Este, abrumadoramente rural, era muy atrasado. Pese a la necesidad de mejorar y extender la red de comunicaciones, fomentar el comercio e implantar un sistema educativo que paliasen este atraso, durante la existencia del principado la atención política se centró en disputas internas y cuestiones territoriales. En el interior, estableció brutalmente cierto orden y su autoridad mediante la acción de sus partidarios, generalmente de pasado oscuro o aventureros, sin escrúpulos para obedecer sus órdenes. En cuanto a la política exterior del principado, Obrenović mantuvo una actitud prudente: se negó a respaldar los levantamientos contra los otomanos y prefirió negociar con estos la extensión de la autonomía serbia.
Obrenović atrajo colonos de fuera del principado mediante exenciones de impuestos y concesiones de tierras, pues por entonces la población no era muy grande y sobraban tierras sin cultivar. El aumento de la población llevó al aumento del cultivo de maíz —el cereal más extendido— y trigo, y a la tala de bosques, lo que requirió también la ampliación del cultivo de forrajes para cerdos, hasta entonces alimentados con bellota. También eran amplios los huertos de ciruelos, pues su fruta se empleaba para fermentar el licor nacional, la slivovitza. El intento gubernamental de extender el cultivo de la patata fracasó. La producción agrícola se destinaba esencialmente al consumo, no al comercio, si bien esta situación fue cambiando paulatinamente. El cultivo comunal fue dando paso paulatinamente a las explotaciones familiares, que pronto se endeudaron. La ganadería era fundamentalmente porcina y bovina; la venta de reses era el principal medio de obtención de dinero para los campesinos. Serbia exportaba además sanguijuelas para uso médico a varios países de Europa central y occidental. La escasez de población en las primeras décadas del principado autónomo hizo, no obstante, que en esa época primase la ganadería frente a la agricultura; incluso en 1862, el 80 % del valor de las exportaciones se debía a productos ganaderos, mientras que los agrícolas apenas alcanzaban el 5 %.
La malaria estaba muy extendida, y el primer médico apareció el principado en 1819.  A partir de 1830, Obrenović envió a varios jóvenes a formarse en medicina en el extranjero; además, acudieron a Serbia médicos extranjeros, en su mayoría austriacos e italianos. En 1832 se fundó el primer hospital.
Obrenović impidió la formación de haciendas, que habían empezado a surgir con la adquisiciones de tierras de los campesinos más acomodados, que trataban de establecerse en una posición de privilegio como los vecinos boyardos valacos. Desde el estallido de la segunda insurrección hasta el establecimiento oficial del principado autónomo a principios de la década de 1830, se fue produciendo una expulsión paulatina de los terratenientes musulmanes y una transferencia de tierras a los aparceros serbios, además de al propio Obrenović. Serbia quedó conformado en país de pequeños propietarios y, a partir de 1836, un mínimo de sus tierras resultó inembargable. La falta de créditos agrarios, sin embargo, perpetuó el problema de la venta de tierras y de la usura, pese a esta y otras leyes posteriores que pretendían proteger la propiedad campesina de la tierra. El crecimiento de la población comportó además la extensión del minifundio, problema que persistió hasta la Segunda Guerra Mundial.

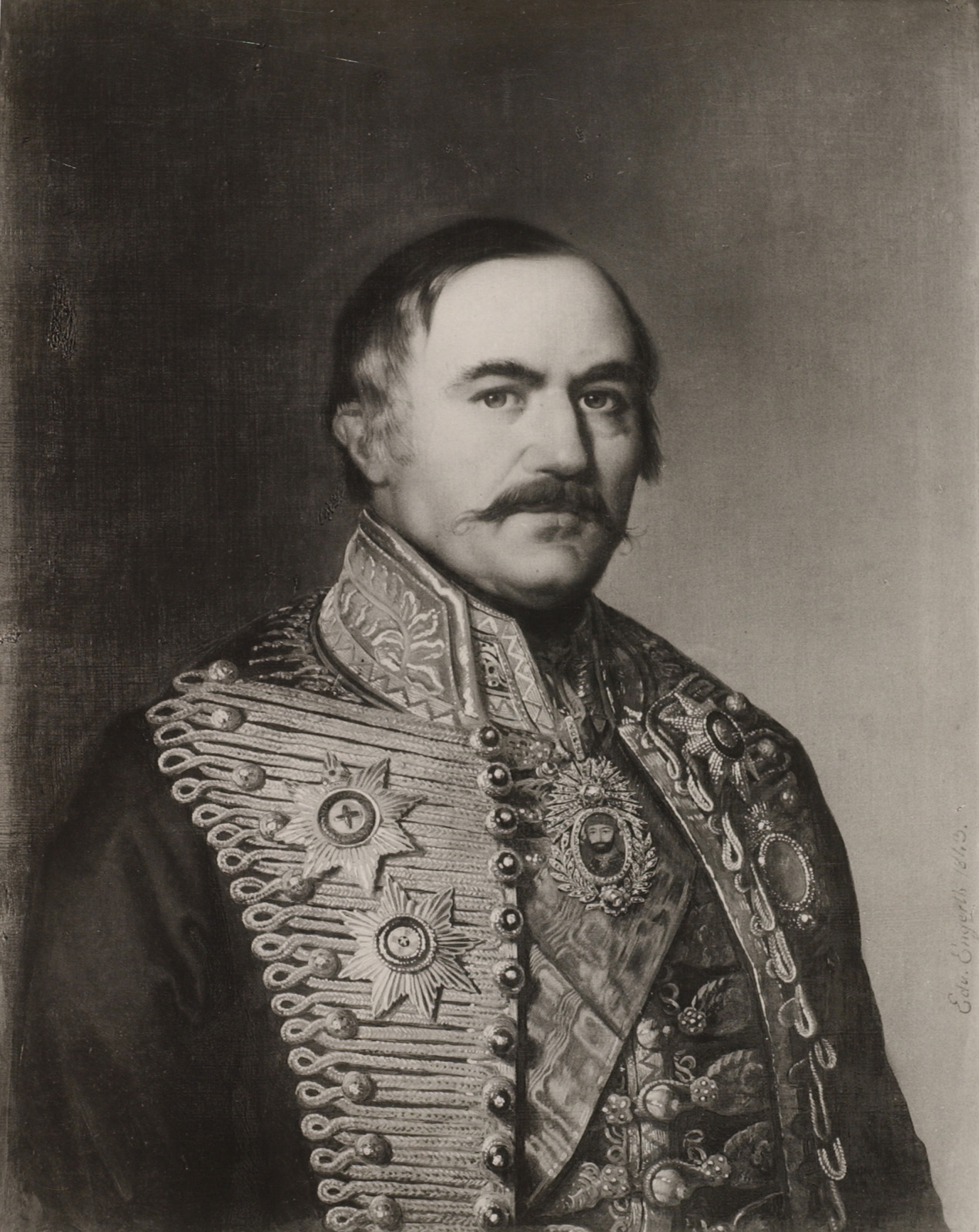
Miloš Obrenović, fundador del principado y dos veces príncipe; reformador, pero autocrático.

En las ciudades, la creación del principado autónomo determinó un neto cambio de población: si hasta entonces habían sido mayoría los habitantes otomanos, judíos y griegos, a partir de entonces aumentó la población serbia, que se hizo con el negocio de exportación, principalmente de ganado.
A pesar de sus medidas modernizadoras, la mentalidad de Obrenović era la de un pachá turco y su manera de gobernar reflejaba la de estos. Era un autócrata que dominó los asuntos internos del principado. La difusa división entre sus propiedades personales y las estatales le permitieron enriquecerse, pues además gozaba del monopolio de la exportación de ganado y tenía fincas y pueblos en Valaquia. Era el principal comerciante del principado, y el que concedía los permisos para mercadear. Pese a su corrupción, falta de cultura y rudeza, Obrenović era un gobernante apreciado por la mayoría de la población, acostumbrada al modo patriarcal y la autoridad absoluta que empleaba. Con sus métodos draconianos, desbarato dos amenazas para el naciente principado: el del feudalismo de los caciques militares comarcales y el de las tendencias anárquistas del campesinado.
La nueva Administración, que fue extendiéndose progresivamente y al comienzo la componían partidarios de Obrenović, se sostuvo merced a los serbios húngaros, que llegaron para llevarla a cabo, pese al recelo de los aborígenes. En los primeros tiempos del principado, la vecina Voivodina fue el principal centro cultural serbio. En 1831 se abrió la primera imprenta serbia y a lo largo de la década se fundaron escuelas, tanto primarias como secundarias, pese a la escasez de medios y personal. Otra importante medida fue la formación de una iglesia autónoma serbia, que se estableció con la aquiescencia del sultán en 1830; el patriarca de Constantinopla también aprobó la medida, en 1832. En la misma década, las potencias comenzaron a establecer relaciones formales con el principado: el primer consulado austriaco se abrió en 1835; el británico, en 1837; y el francés, en 1838.
El autoritarismo del príncipe comenzó a generar descontento entre aquellos cuyas ambiciones había frustrado, en general antiguos cabecillas de la rebelión, funcionarios y campesinos acomodados, a los que Obrenović había impedido transformarse en una especie de nueva aristocracia. La oposición se redobló en la década de 1830, una vez garantizada la autonomía y disipada la amenaza otomana. La oligarquía se organizó en el grupo de los constitucionalistas, que deseaban limitar los poderes del príncipe e implantar una Constitución que lo reflejase y garantizase las propiedades y su situación personal; esta oposición recabó el apoyo de Rusia, mientras que Obrenović obtuvo la del Reino Unido y Francia, con menor peso en los Balcanes. Ni Obrenović ni Rusia mostraron interés alguno en implantar el consejo de notables o senado que debía crearse según el decretó del sultán de 1830. Ante el desinterés de Rusia y del príncipe, en enero de 1835, los adversarios del príncipe reunieron a varios miles de personas para reclamar la creación de una asamblea y un consejo. Obrenović se avino a reunir el consejo, pero lo privó de todo poder. Austriacos, otomanos y rusos se mostraron contrarios a aprobar una Constitución que garantizase la implantación de instituciones de representación popular. La disputa entre el príncipe y los constitucionalistas —que buscaban obtener poder a costa de aquel, no implantar un gobierno democrático— acabó con el triunfo de estos: a finales de 1838 los otomanos proclamaron una Constitución o estatuto para el principado que limitaba los poderes del príncipe y establecía un consejo asesor de diecisiete miembros vitalicios, que aquel debía elegir entre los notables del territorio. Rusia había tenido un papel fundamental al influir en Constantinopla en favor de los constitucionalistas y lograr que el Gobierno otomano aprobase la Constitución, que sirvió de base a la administración serbia hasta 1869. Su objetivo era aumentar su influencia en el principado merced a la rivalidad del Consejo y el príncipe. Incapaz de adaptarse a la nueva situación que lo dejaba en desventaja frente al consejo, Obrenović abdicó en junio del año siguiente y partió al exilio. Comenzó entonces un periodo de influencia rusa sobre el principado. Durante los veinte años siguientes, el Consejo creado en virtud de la Constitución otomana de 1838 ostentó el poder en el principado.

### Dominio de la oligarquía (1839-1858)
A Miloš le sucedió su hijo Milan II Obrenović, que apenas reinó veintiséis días, pues murió de tuberculosis. Fue nombrado entonces otro hijo de Miloš, Miguel III Obrenović (1839-1842). Como el nuevo príncipe se hallaba en el extranjero y era todavía menor de edad, se formó una regencia para gobernar el país en su ausencia, que ostentó el poder hasta mayo de 1840. Miguel, que apenas tenía dieciséis años, tuvo que afrontar la oposición de los constitucionalistas y la de los partidarios de su padre, que deseaban su regreso. En 1842, la oligarquía lo sustituyó por un miembro de la dinastía rival de los Karađorđević, Alejandro, hijo del difunto Karađorđe Petrović y considerado más obediente a sus deseos. Tanto Rusia como el Gobierno del sultán aprobaron el cambio de príncipe. El príncipe, débil de carácter, no estaba en posición de disputar el poder a los constitucionalistas, pues carecía de respaldo popular, ostentaba un título que no era hereditario en su familia y tenía que afrontar la amenaza permanente de una restauración de la dinastía rival. La oligarquía dominó el gobierno en este periodo, hasta 1858, ocupó los puestos de ministro y consejero en los distintos gobiernos y emprendió la modernización del Estado, adoptando el modelo europeo occidental. Escasa y poco instruida como para copar la Administración, tuvo que dejar esta en manos nuevamente de la inmigración serbia de Austria, que instituyó un sistema legal inspirado en el austriaco. En 1844 se aprobó un código civil que tomó de modelo el austriaco, al tiempo que se comenzaba a fomentar la educación, con el objetivo primordial de formar funcionarios. Estos formaban una nueva casta administrativa, mal vista por el campesinado. La red de escuelas primarias y algunos centros de enseñanza secundaria se complementó con un sistema de becas de estudios en el extranjero, principalmente el París, para formar a los principales cuadros administrativos. Tras dos décadas, los «parisienses», unos doscientos, comenzaron a gozar de gran influencia en el principado, y a arrumbar la de los serbios de origen austriaco, que habían dominado hasta entonces. Estos jóvenes formaron una especie de oposición liberal a la generación anterior, más autoritaria y burocrática.
A mediados de siglo, el principado seguía siendo casi completamente rural —la población de la capital no rebasaba los quince mil habitantes y más del 90 % de la población vivía en el campo—, sin industria aunque con comercio, y sin moneda propia. Las primeras monedas serbias aparecieron en 1868, y se tuvieron que acuñar en Viena. La producción fue casi completamente artesanal hasta 1878. El principado apenas avanzó en agricultura, explotación forestal o minería. Los métodos agrícolas eran anticuados, casi medievales. El campesinado, aunque propietario de las tierras que trabajaba, carecía de capital o crédito, y se fue empobreciendo, lo que más adelante dio lugar al radicalismo político. La extensión de la economía monetaria, aunque lenta, socavó la zadruga, que ya se hallaba en crisis al final del principado. La oligarquía dominante, no obstante, sí fomentó el comercio, que aumentó sensiblemente. Las carreteras, sin embargo, eran casi inexistentes; las comunicaciones eran esencialmente fluviales. A pesar de la falta de ingenieros y de personal técnico en general, en 1843 se creó el servicio postal. La población era abrumadoramente analfabeta: en 1866, solo el 4,2 % sabía leer y escribir.
Dos acontecimientos que minaron las simpatías populares por Alejandro y los constitucionalistas fue la falta de respaldo a los movimientos eslavos en el Imperio austriaco durante la revolución de 1848 y a Rusia durante la guerra de Crimea. Desde el final de esta última, Austria pasó a ser la potencia protectora del principado junto a Rusia. La preponderancia de la influencia austriaca duró hasta el golpe de Estado de 1903.

### Las restauraciones: vuelta de los Obrenović (1858-1868)
Tras un desacuerdo con el príncipe en 1858, cada vez menos dócil a los dictados de la oligarquía, esta trató de repetir la maniobra de 1842 y destituirlo mediante una asamblea que creía poder controlar, pero fueron los liberales los que, dominando las sesiones, optaron por devolver el trono al exiliado Miloš Obrenović, ya anciano. Los dirigentes oligárquicos, que podían haber aplastado a los opositores de haber decidido emplear las tropas, finalmente pactaron con los liberales para evitar el enfrentamiento civil. Obrenović regresó y mantuvo su estilo de gobierno y eliminó el sistema constitucional con el apoyo del pueblo, mientras los liberales se enzarzaban inútilmente en disputas con los constitucionalistas, transformados en conservadores. Con su vuelta empezó una década de gobierno absolutista. Durante el año que Obrenović hubo de esperar para esperar la aquiescencia del Gobierno otomano a su vuelta al principado, la regencia, compuesta por conservadores y liberales, creó un nuevo Parlamento consultivo, elegido por todos los contribuyentes varones del territorio: la Asamblea Nacional. Esta había de reunirse cada tres años y devino la institución preferida de los liberales, mientras que los conservadores defendían el poder del Consejo y del príncipe.
El príncipe, que en su ausencia había adquirido un aura de héroe cuasilegendario entre el campesinado, fue, por el contrario, visto como un déspota por los políticos liberales y conservadores; falleció poco después de recobrar el trono, en 1860. Sus principales objetivos durante este segundo y corto reinado fue afianzarse en el poder y satisfacer a las masas campesinas, para las que aprobó una serie de medidas, algunas contraproducentes.
Le sucedió su hijo Miguel, que también volvió del exilio, después de dieciséis años. Sus ocho años de reinado se describen como de despotismo ilustrado. Miguel regresó con el proyecto de eliminar el poder otomano de los Balcanes y crear en la península un gran Estado eslavo y para ello se enfrascó en tratar de unir políticamente a Serbia como paso previo a obtener el respaldo del resto de grupos balcánicos hostiles a los otomanos. Comenzó por reformar progresivamente las leyes y aumentar así su poder, aunque mantuvo la apariencia de gobierno constitucional. El consejo consultivo obtuvo la primacía del funcionariado, pero quedó sometido al príncipe, que obtuvo con la reforma los poderes legislativo del consejo. Reformó el servicio público, dominado por sus partidarios, y creó un Consejo de Ministros moderno, con un presidente. Las nuevas leyes confirieron un poder total al príncipe sobre los ministros y los funcionarios del Estado, que podía nombrar y destituir a su gusto. Mediante el uso de la policía, el príncipe se aseguró de que las mayorías de las sucesivas sesiones de la Asamblea Nacional le fuesen favorables. Se codificaron además los poderes de los gobiernos municipales, que eran elegidos por los contribuyentes y se creó la figura del prefecto de distrito, que supervisaba los ayuntamientos. La Asamblea nacional quedó como cámara meramente consultiva de los ministros, sin poder legislativo y no supuso una amenaza para el poder de Miguel. La prensa, que el príncipe veía como un instrumento de instrucción de la población, quedó sometida al control gubernamental y se le prohibió tratar los asuntos políticos internos.
La imposibilidad de unir a liberales y conservadores hizo que los primeros gabinetes de Miguel estuviesen formados por tecnócratas dispuestos a aplicar las reformas deseadas por el príncipe. Luego en 1861, este otorgó el Gobierno a los conservadores, que lo retuvieron hasta 1867. Pese a los deseos del príncipe, los conservadores aprovecharon el aparato estatal para destituir a sus rivales liberales de los puestos administrativos. En el fondo, era el príncipe el que llevaba las riendas del Gobierno, apoyado en figuras políticas de su confianza, aunque con escasa habilidad, lo que fue minando su popularidad inicial.
Conservó, no obstante, el respaldo de liberales y conservadores a su objetivo antiotomano, que conllevó el aumento de las fuerzas armadas con la formación de una milicia que se sumó al Ejército regular, armado gracias a la importación de armas mediante contrabando desde Valaquia. Merced a la implantación del servicio militar obligatorio para los varones de entre veinte y cincuenta años, el principado podía contar con noventa mil soldados. Pese a su mal adiestramiento y escaso armamento, era el ejército más poderoso de los Balcanes en aquel momento. Se creó además un Ministerio de Guerra y un sistema de formación de oficiales. La creciente tensión con los otomanos estalló en 1862 en refriegas en la frontera y en las ciudades con guarniciones imperiales. En Belgrado los turcos tuvieron que refugiarse en la ciudadela, desde donde se bombardeó la ciudad, aunque sin causar grandes estragos. La crisis se resolvió temporalmente en una conferencia de embajadores de las potencias en Constantinopla: se desmantelaron varias guarniciones, si bien no las principales, y se expulsó a la población civil turca de Serbia. El arbitraje solo retrasó el choque entre Constantinopla y Belgrado; este siguió atizando el descontento en los Balcanes contra los otomanos. Serbia rubricó acuerdos contra estos con Montenegro (1866), Grecia (1867) y Rumanía (1868), pese a la incompatibilidad de los nacionalismos respectivos. Para intentar calmar las tensiones, el Gobierno del sultán se avino a retirar las guarniciones restantes del principado en 1867, a cambio de la renovación del sometimiento de Miguel a aquel mediante una visita a la capital imperial; este fue un paso más hacia la independencia del principado, pues la autoridad otomana quedó desde entonces limitada fundamentalmente al pago del tributo anual. La agitación serbia contra los otomanos, sin embargo, no cesó y Miguel hizo del país el centro de las maquinaciones contra Constantinopla, tejiendo una red de alianzas con otros territorios balcánicos en la segunda mitad de la década de 1860.
En cuanto a los cambios sociales y económicos, fueron menores que los militares. Los gastos militares acaparaban gran parte del presupuesto nacional. Aunque las ciudades crecieron, no lo hizo tanto la industria. La producción seguía siendo fundamentalmente artesanal. Las comunicaciones mejoraron algo, con la extensión de carreteras y la construcción de puentes, además de con la implantación del telégrafo en 1855, que en 1868 unió la capital del principado con Viena y Constantinopla. Las principales exportaciones fueron ganaderas e iban destinadas sobre todo al Imperio austriaco. Rumanía y el resto del Imperio otomano eran los siguientes socios comerciales en importancia. El principado importaba fundamentalmente productos manufacturados y de lujo. En el campo creció la producción de grano y menguó la ganadería; los vastos bosques de roble que hasta entonces habían cubierto el territorio comenzaron a desaparecer. A pesar de los esfuerzos para mejorar la educación, en 1866 apenas el 4,2 % de la población sabía leer y escribir.
Miguel fue asesinado el 10 de junio de 1868 y el ministro de Defensa proclamó sucesor al único pariente masculino del difunto: un primo en cuarto grado, Milan que por entonces estudiaba en París. La Asamblea Nacional se limitó a refrendar la elección del Ejército, única fuerza política del país tras el reinado autocrático de Miguel.

### El reinado de Milan (1868-1882)

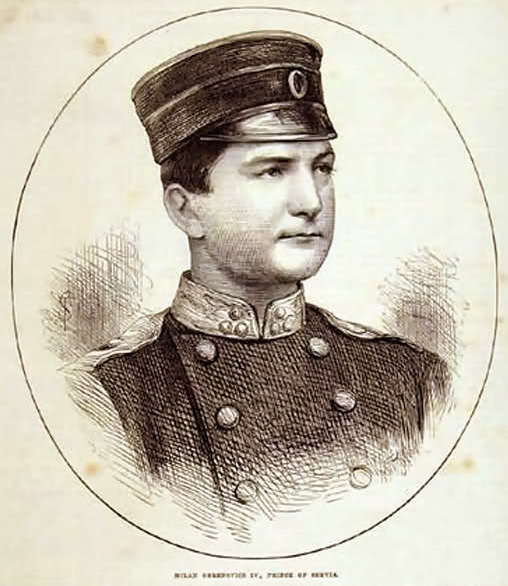
Retrato de Milan en su juventud.

Como Milan era aún menor de edad —tenía catorce años—, se formó una regencia, que aprobó, fundamentalmente merced a los liberales, una nueva Constitución en julio de 1869 que dio más poder al Parlamento. Esta Constitución siguió en vigor hasta 1901, salvo por un periodo de cuatro años. Un cuarto de la asamblea, no obstante, era todavía elegida por el príncipe, que podía disolverla a voluntad. El antiguo consejo de Estado fue abolido. El poder legislativo lo ostentaba el Parlamento, pero el Gobierno no respondía ante él y tenía que atenerse a aprobar o rechazar los proyectos de ley presentados por el príncipe. En la práctica, el poder quedaba en manos del Gobierno nombrado por el príncipe.
Los planes subversivos de Miguel en el imperio se abandonaron y la regencia, encabezada por el futuro dirigente liberal Jovan Ristić, trató de mantener un equilibrio entre Austria y Rusia. Cuando alcanzó la mayoría de edad en agosto de 1872, Miguel encargó el gobierno a los conservadores, que emprendieron una serie de reformas. Entre 1872 y 1876, la política exterior del principado quedó sometida a la influencia de la Liga de los Tres Emperadores, que trataba de evitar cambios en la situación balcánica. Cuando estalló la rebelión herzegovina de 1875, las potencias aconsejaron que el principado se abstuviese de participar en la lucha; Milan y los conservadores eran del mismo parecer, al contrario de los liberales. Tras intentar evitar participar en la contienda, Milan tuvo que encargar la formación de Gobierno a los liberales en abril de 1876. La Asamblea había aprobado por amplia mayoría la entrada en la guerra el septiembre anterior en una sesión secreta. En consecuencia, el principado declaró la guerra al sultán en junio, pese a que Milan estaba convencido de no poder vencer.

#### Guerra de 1876-1878
La primera intervención serbia en apoyo de los rebeldes bosnios en junio de 1876 concluyó en grave descalabro; derrotada por el Ejército otomano reformado, Serbia necesitó la intervención de Rusia en octubre para evitar la derrota total. Ese mes, merced a la mediación de las potencias, se firmó un armisticio, transformado en efímera paz en febrero de 1877. En diciembre, empero, el principado estaba nuevamente en guerra con los otomanos.
En efecto, durante la guerra ruso-turca de 1877-1878, las tropas serbias reanudaron el conflicto con los otomanos, se apoderaron de Niš y seguidamente penetraron en Kosovo, donde la población albanesa opuso denodada resistencia a su avance. El grueso de las tropas otomanas que se enfrentaron a los serbios fueron efectivamente albaneses, reclutados en Kosovo y Macedonia. Para Serbia, la guerra había comenzado con una derrota en 1876, que dejó a doscientas mil personas, en parte refugiados venidos de territorio otomano, sin casa. La segunda fase de la guerra, en la que el principado participó a instancias de Rusia, permitió la expansión hacia el sur, pero no hacia Bosnia, pues un acuerdo austro-ruso había asignado esta a Austria. La guerra terminó en enero de 1878 con la derrota otomana.

Las ganancias territoriales serbias en la guerra ruso-turca de 1877-1878. El cambio de soberanía del territorio desencadenó importantes traslados de población.

La contienda tuvo como consecuencia para Serbia la ampliación de su territorio hacia el sur, pues las potencias permitieron que el principado conservase la mayoría de los territorios que había conquistado durante el conflicto. Estos se organizaron en cuatro condados: Niš, Pirot, Vranje y Toplica; hasta entonces, todos habían formado parte del sanjacado de Niš, parte del valiato de Kosovo. Las nuevas tierras eran, en general, más atrasadas que el principado, y contaban con un tercio de población musulmana, sin entusiasmo por su nuevo país. En vísperas de la entrega a Serbia, la zona contaba con unos trescientos diez mil habitantes. El Gobierno otomano había favorecido el asentamiento de musulmanes en las fronteras del principado antes de la guerra, como medida de protección. Los albaneses abundaban en el suroeste; los circasianos —expulsados por Rusia de la región caucásica—, en el noreste; y los musulmanes emigrados de Serbia a partir del 1862, en el sur. Se calcula que unos setenta y un mil musulmanes, entre ellos unos cuarenta y nueve mil albaneses, abandonaron el nuevo territorio serbio, la mayoría antes del final del conflicto; el Gobierno serbio fomentó la emigración. La mayoría de los musulmanes que se quedaron eran pobres y residían en los principales centros urbanos. En Niš, la principal población de la zona, los serbios eran apenas la mitad de la población en 1878 y el 80 % en 1884. La guerra avivó los traslados de población: serbios de Kosovo se instalaron en los nuevos territorios del principado, mientras que los albaneses los abandonaron y se asentaron en el norte de Kosovo, cerca de la nueva frontera.
Pese a la expansión territorial, Milan quedó insatisfecho por los resultados del conflicto: los austriacos habían obtenido Bosnia merced al pacto con los rusos sin que los serbios fuesen consultados; además, los búlgaros habían obtenido, aunque fuese pasajeramente, vastas tierras en virtud del Tratado de San Stefano que los serbios también ambicionaban. Si durante los primeros años de reinado había sido prorruso, tras la guerra fue decididamente hostil al imperio. A partir de 1878, Milan se mostró claramente filoaustriaco, posición que compartía con los progresistas.

## Independencia y transformación en reino

### Economía y sociedad
El Congreso de Berlín de 1878 reconoció la independencia del principado. Por entonces el país tenía una extensión de 48 000 km² y una población de 1 700 000 habitantes, abrumadoramente rural. El 87 % de la población vivía en el campo y solo dos ciudades, Belgrado y la recién obtenida Niš, superaban los diez mil habitantes. La población había crecido notablemente, desde los 678 000 habitantes de 1834 al 1 353 000 de 1874, poco antes de la independencia. La aportación principal, sin embargo, no había sido el crecimiento vegetativo, sino la inmigración. Diversos factores la favorecieron: la paz, la seguridad y la disponibilidad de tierras de cultivo atrajeron población. A lo largo de la década siguiente, la capital casi dobló su tamaño y alcanzó los 54 200 habitantes en 1890, cuando Serbia ya se había transformado en reino. La población era mayoritariamente analfabeta (el 80 %, incluso el 87 % de las mujeres que vivían en las escasas ciudades). En 1880 se fundó la Universidad de Belgrado, que fue, junto con las universidades extranjeras, la alma mater de la escasa intelectualidad nacional. En 1883 se impuso la obligatoriedad de la enseñanza primaria, pero el país no contaba todavía con suficientes escuelas y maestros para aplicar la medida.
| Población urbana (en miles, 1815-1884)       |
|                                              |
| Según Palairet, p. 723 y Roudometof, p. 150. |

Otra consecuencia de la independencia fue la proclamación de una Iglesia ortodoxa serbia autocéfala, independiente de la autoridad del patriarca de Constantinopla, en 1879. Serbia fue el único país balcánico que negoció con el patriarca la separación de su iglesia.
Los altos impuestos hicieron que los labradores abandonasen paulatinamente la cría de ganado para dedicarse al cultivo de productos que se pudiesen comercializar, generalmente de mayor beneficio y más rápida producción, y ampliasen el terreno cultivable. En las últimas dos décadas del principado y las dos primeras del reino, las tierras dedicadas al cultivo de cereal se duplicaron, consecuencia también del aumento de la población. La mayoría de la producción se consumía internamente y la exportación de grano apenas superaba el 10 % de lo cosechado. A partir de 1878, comenzó el tendido de las primeras líneas férreas serbias —sufragadas con préstamos extranjeros, principalmente austrohúgnaros y franceses—; el primer tren Viena-Constantinopla, sin embargo, no pudo circular hasta 1888.
En abril de 1881, se firmó un acuerdo comercial con el Imperio austrohúngaro que permitió que a partir de 1887 la balanza comercial serbia tuviese superávit. Las principales exportaciones eran el ganado y, en menor medida, el cereal. Los campesinos se beneficiaron de bajos aranceles para sus exportaciones al gran mercado vecino, pero a cambio de que la industria nacional quedase menoscabada por la austrohúngara y de que la economía en general agudizase su dependencia de la del imperio.

### Política
La independencia coincidió con la decadencia de los «partidos» tradicionales serbios, el nacionalista y el liberal popular. Los jóvenes conservadores se unieron a parte de los liberales y en 1881 fundaron el Partido Progresista, que abogaba por la modernización del país, dirigida por la minoría con educación y la Corona; por la implantación de una Constitución y un sistema legislativo moderno; y por la expansión del país para englobar al resto de población considerada serbia. Junto al Progresista surgieron también los partidos liberal y radical. Este último, fundamentalmente nacionalista y democrático, fue el primer partido de masas serbio. Defendía un recorte de la burocracia nacional y de los poderes del soberano, la formación de Gobiernos sostenidos por la mayoría parlamentaria, la implantación del sufragio universal y el aumento del poder de los ayuntamientos.
Gracias a su labor en el Congreso de Berlín, el liberal Jovan Ristić obtuvo la presidencia del Gobierno en septiembre de 1878. Aunque ganó las elecciones del mes siguiente, pronto su poder quedó en entredicho por el surgimiento del partido radical. Acabó dimitiendo en octubre de 1880 por su desacuerdo a las medidas que Milan deseaba aplicar y que, en su opinión, hubiesen hecho al principado dependiente económicamente de la vecina Austria-Hungría. Su renuncia puso fin al periodo de dominio gubernamental de los liberales. A continuación, Milan optó por entregar el Gobierno a los progresistas, conservadores modernizadores sin apoyo popular, pero con algunos dirigentes capaces. En 1881, en colaboración con los radicales, estos aprobaron una serie de leyes liberalizadoras (reconocimiento de la libertad de asociación, de prensa y de reunión), que facilitó la formación de partidos políticos como tales. Hicieron asimismo obligatoria la educación primaria, afianzaron la independencia de la justicia e implantaron un ejército profesional, aboliendo el servicio militar obligatorio. Aprobaron además el tratado secreto de junio de 1881 con Austria-Hungría, que solo conocían el príncipe y dos o tres de los dirigentes del partido.
El respaldo austrohúngaros en el Congreso de Berlín conllevó la aceptación de ciertas condiciones, dada la falta de apoyo ruso: la construcción de algunos ferrocarriles que ligarían el principado al imperio vecino y la firma de un tratado sobre aranceles que debía preceder a la unión aduanera de los dos países. Ristić trató de evitar cumplir con lo prometido a los austriacos, lo que le llevó a perder el Gobierno: Milan necesitaba la ayuda financiera y diplomática vienesa para mantenerse en el trono, por lo que finalmente lo destituyó para poder satisfacer los objetivos austrohúngaros. Al acuerdo comercial de abril se unió un tratado político secreto en octubre que sometía la política exterior del principado a la supervisión austrohúngara, obligaba al principado a impedir toda actividad antiimperial en su territorio y vetaba la expansión al vecino sanjacado de Novi Pazar. A cambio, Austria-Hungría reconocía la posibilidad de que Milan asumiese el título real y prometía colaboración a la posible expansión serbia hacia el sur de la península balcánica. La actitud proaustriaca de Milan, sin embargo, fue uno de los motivos de la general antipatía que la población tuvo hacia él.
El 6 de marzo de 1882, Milan transformó el principado en reino, si bien el cambio de título no lo hizo más querido entre la población.